# Earth Hour

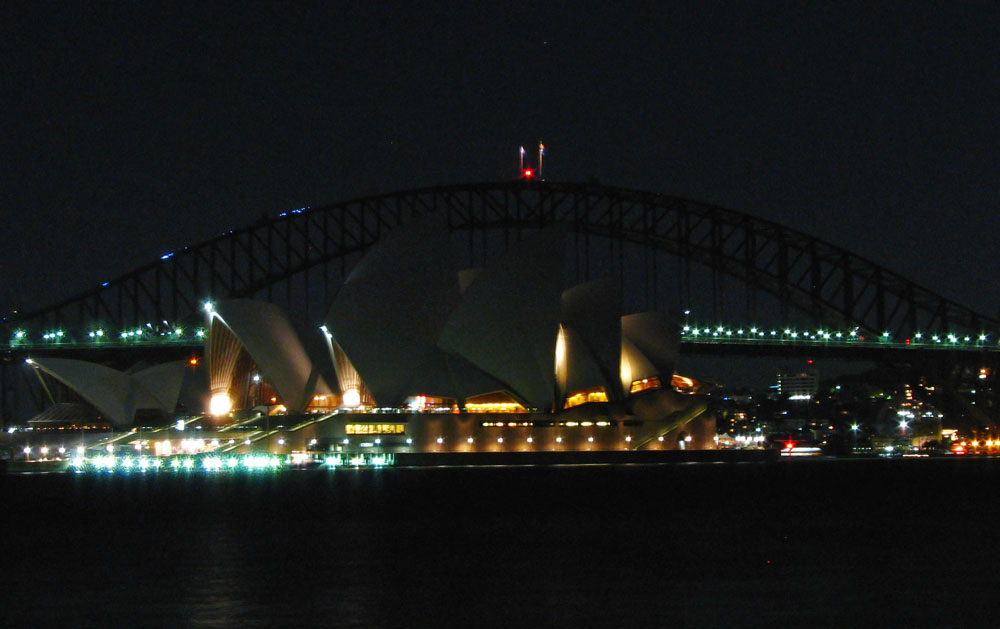
Sydney Harbour Bridge och Operahuset i Sydney släcktes under Earth Hour 2007.

Earth Hour (jordtimmen) är en internationell kampanj som uppmanar hushåll och företag att under en timme i första hand släcka belysning och om så önskas även stänga av icke-nödvändiga elektriska apparater för att uppmärksamma klimatfrågan. Kampanjen sker årligen under den sista lördagen i mars eller veckan före om påsken infaller sista helgen. Earth Hour pågår alltid mellan de satta klockslagen lokal tid, d.v.s. när Earth Hour är slut i Sverige börjar timmen i Storbritannien eftersom de två länderna skiljer sig åt med en timme. Earth Hour är en visuell signal till makthavare om att ta klimatfrågan på allvar. Kampanjen drivs av Världsnaturfonden WWF.

## Deltagande
Första gången Earth Hour hölls var i Sydney i Australien den 31 mars 2007 mellan klockan 19:30 och 20:30. Detta skedde på initiativ av Världsnaturfonden, en lokal australisk miljölobbygrupp och tidningen The Sydney Morning Herald. Resultatet blev att 2,2 miljoner sydneybor och 2 000 företag minskade Sydneys elförbrukning med 10,2 procent.

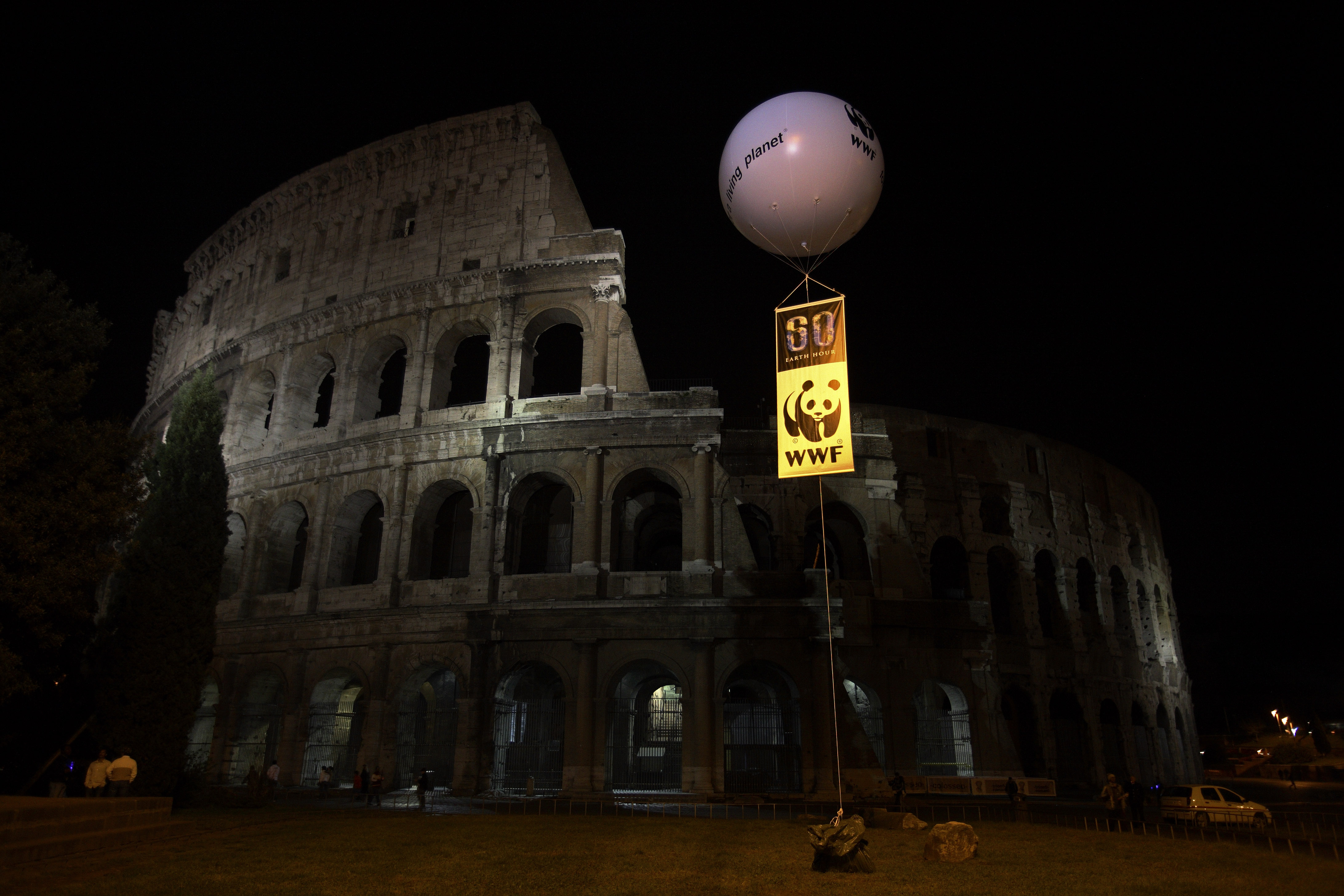
Colosseum i Rom nedsläckt under Earth Hour 2008.

2008 expanderade Earth Hour till att bli en global kampanj. Omkring 400 städer deltog. Örebro kommun deltog som enda svenska kommun detta år och även Stockholms slott var nedsläckt. Söktjänsten Google uppmärksammade detta år kampanjen genom att ha en svart bakgrund istället för vit, men har meddelat att de inte ska göra det fler gånger eftersom det ledde till förvirring för vissa användare.
2009 ökade intresset kraftigt för kampanjen och 4000 städer i 88 olika länder deltog, vilket går att jämföra med de omkring 400 städer från 2008. Detta var det första året Sverige officiellt deltog i Earth Hour. Enligt mätningar från Svenska Kraftnät släckte en halv miljon svenska hushåll sina lampor under timmen. För att uppmärksamma Earth Hour började Arla från och med 19 mars 2009 under begränsad tid sälja svart-vit-randiga mellanmjölkspaket istället för grönrandiga.
År 2010 deltog 4600 städer i 128 länder i Earth Hour. År 2012 deltog runt 150 länder.
År 2024 uppgavs att intresset för Earth Hour hade minska jämfört med för tio år sedan.

## Kritik
- Ayn Rand Institute skrev: "Deltagarna tillbringade sextio njutbara minuter i mörker, trygga i kunskapen att de livssparande fördelarna av den industriella civilisationen bara är en strömbrytare bort... Glöm en ynka timme med endast ljuset avslaget. Hur skulle det vara med en jordmånad... Försök tillbringa en månad huttrande i mörkret utan uppvärmning, elektricitet, kylskåp; utan kraftverk eller generatorer; utan några av de arbetsbesparande, tidsbesparande, och därför livsbesparande produkter som industriell energi gör möjliga." (översatt från engelska)[11]
- Under Earth Hour 2010 körde en 17-årig flicka med motorcykel på en 71-årig man i Nystad i Finland. Mannen gick på vägen istället för på trottoaren av okänd anledning, han dog av senare av skadorna medan motorcyklisten och hennes passagerare klarade sig utan skador. Vid tidpunkten då olyckan inträffade hade gatubelysningen släckts i samband med Earth Hour. Polisen föreslog att den begränsade belysningen kan ha varit en bidragande faktor till att olyckan inträffade, medan borgmästaren ansåg att gatubelysningen skulle ha varit för svag för att förhindra olyckan oavsett om den var påslagen eller ej. [12][13]
- The Christian Science Monitor påpekar att levande ljus, som ofta är gjorda av paraffin, också släpper ut koldioxid, och att beroende på vilken typ av ljus och glödlampor man använder kan koldioxidutsläppen öka om man släcker lampor och istället eldar ljus.[14]